# Asthena lactularia
Asthena lactularia là một loài bướm đêm trong họ Geometridae.